# Freak Puke
Albums de Melvins
The Bride Screamed Murder
(2010)
Freak Puke est un album du groupe Melvins, sorti le 5 juin 2012. Freak Puke est enregistré à trois, Trevor Dunn rejoignant Dale Crover et Buzz Osbourne, sous le nom de « Melvins Lite ».

## Track Listing
1. Mr. Rip Off
2. Inner Ear Rupture
3. Baby, Won't You Weird Me Out
4. Warm Farm Walt
5. A Growing Disgust
6. Leon vs. The Revolution
7. Holy Barbarians
8. Freak Puke
9. Let Me Roll It
10. Tommy Goes Berserk

## Personnel
- King Buzzo - Guitare, chant
- Dale Crover - Batterie, chant
- Trevor Dunn - Basse